# 大上海计划
大上海计划，是中華民國国民政府為建造上海新政治中心制定的计划，计划于1929年7月上海特别市政府第123次会议通过。计划中划定上海东北方向的翔殷路以北，闸殷路以南，淞沪路以东约7,000余亩的土地为新上海市市中心区域，并建造上海市政府大厦等一些基础设施。此划定区域位于今上海市杨浦区殷行街道、长海路街道、五角场街道、新江湾城街道及上海市宝山区高境镇、淞南镇辖区内。

1937年淞沪会战后，该计划被迫停止实施，但日军1938年10月新制订的《大上海都市建设计划》也是以《大上海计划》为原形進行修改，添加亲日規劃。
1945年二战结束，日本投降，国民政府重新接管后未能接续计划，仅對部分道路和建筑进行修缮。1945年，成立了以大上海计划中划定的区域作为新市區，至1952年被兼并成江湾区。

## 内容

### 划定区域
1929年通过所划定的区域为：上海市区东北方向的翔殷路以北，闸殷路以南，淞沪路以东及周南十图、衣五图以西的土地，共计约7,000余亩。这一区域被定为新上海市中心区域。其中心位于今杨浦区五角场，其市府所在地位于今上海体育学院内，背部正对世界路。

### 计划纲要
拟定的计划主要的内容大致可以分为四个方面：
1. 市中心区计划：在中心区划地1,000余亩，建设行政区，形状为一“中”字。区域内包括市政府大楼、各局办公楼以及市立运动场、市立图书馆、市立博物馆、市立医院、市立公园、国立音专等项目。
2. 市中心区域和附近港口、铁路计划：包括虬江码头。
3. 全市分区计划：在中心区的外围区域规划工业区和住宅区。
4. 全市道路系统计划：
  1. 第一批：以市政府大楼为中心，东、南两块呈棋盘形，北、西两块呈蛛网形。
  2. 第二批：修筑中山北路（今逸仙路）、中山路（今中山北路及中山西路）通往龙华；修筑其美路（今四平路）、黄兴路通往租界。
  3. 第三批：道路23条，通往浦东和江桥等地。

## 进程

### 计划的提出
1927年，中华民国南京国民政府成立，同時上海特别市成立，其中原属于江苏省宝山县的闸北、江湾、彭浦、真如、引翔、殷行、吴淞、高桥划归上海市，成為闸北区、江湾区、北四川路区、彭浦区、真如区、引翔区、殷行区、吴淞区、高桥区。当时上海市中心大部分是租界区，包括上海公共租界和上海法租界。而上海市政府的所在地却在偏远的枫林桥地区。故市政府为了能与市内的国外租界相抗衡，从而改变市府处于局外枫林桥一隅之困境，提出了《大上海计划》，藉由市府搬遷有效连接闸北、上海县城等华界区域。
在1926年12月，蔣介石在南昌就提出了上海建设计划设想。1929年7月，中华民国上海特别市政府第123次会议正式通过了《大上海计划》。8月，上海市中心区域建设委员会成立。

### 计划的实施

#### 筹集经费
计划实施后政府为了筹集建造经费，在1929年发行了第一期市政公债300万元，并以市府名义按照当时的地价200至600元一亩左右的代价，在计划的市中心区域内征收土地5,400余亩，除了用于建设市中心的土地外，多余的829亩土地，以招领土地的办法，分成两个等级定价出售。甲等级土地定价每亩2,500元，乙等级土地定价每亩2,000元，共收益1,795,560元。

#### 工程建设
经过发行公债和出售土地的方法筹集到资金后，计划中的各项工程自1930年上半年起陆续开始建设，建设的工程项目有：
开辟道路
根据道路系统，行政区域如同一个“中”字，并以此为中心，其正西、正东、正北、正南四个方向开辟四条主干道，分别为三民路（今三门路）、五权路（今民星路）、世界路（与今同）和大同路（未建成），反映了当时国民政府“三民五权、世界大同”的政治主张。在翔殷路与淞沪路、黄兴路的十字交口处再多开辟一条其美路（今四平路），构成五角场格局，该格局至今仍保存完好。闸殷路和军工路等既有道路不作更改，作为主干道继续使用。其他道路以行政区域为中心，向外辐射，东面两块道路呈棋盘型，西面两块道路呈蜘蛛网型。同时规定路名以“中华民国上海市政府”九个字其中一字为首，第2字为象征国家和平兴盛的赞美字。例如现在还保留的：国定路、市光路、政立路等。
市府大厦

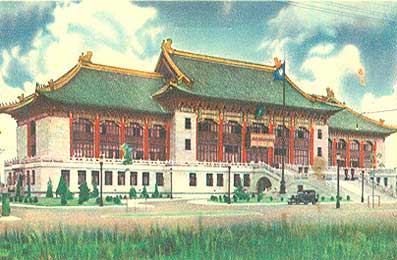
上海市政府大楼(1930年代)

市政府位于中央区域佔地一千亩是权力机关的所在地。1929年10月1日公开悬赏奖金三千元征求市政府设计图案。1930年2月由董大酉设计得奖，政府又对图案进行了修改。1931年6月，市府大厦正式开工，由朱森记营造厂承造，预计1932年上半年竣工，但由於1932年1月中旬淞沪事变爆发，日军进攻上海，工程所在的五角场至江湾地区陷入战场工程被迫暂停。3月上海实现停战。7月重新开工，终于在1933年10月10日正式落成。同时落成的还有社会、教育、卫生、土地、公务等五局的房屋。各楼面积总计达8,982平方米，总造价78万元。同年年底，市政府和上述五局相继迁入新建的市中心行政区大楼办公。随后“新市區”正式宣告建立。
其他公共设施

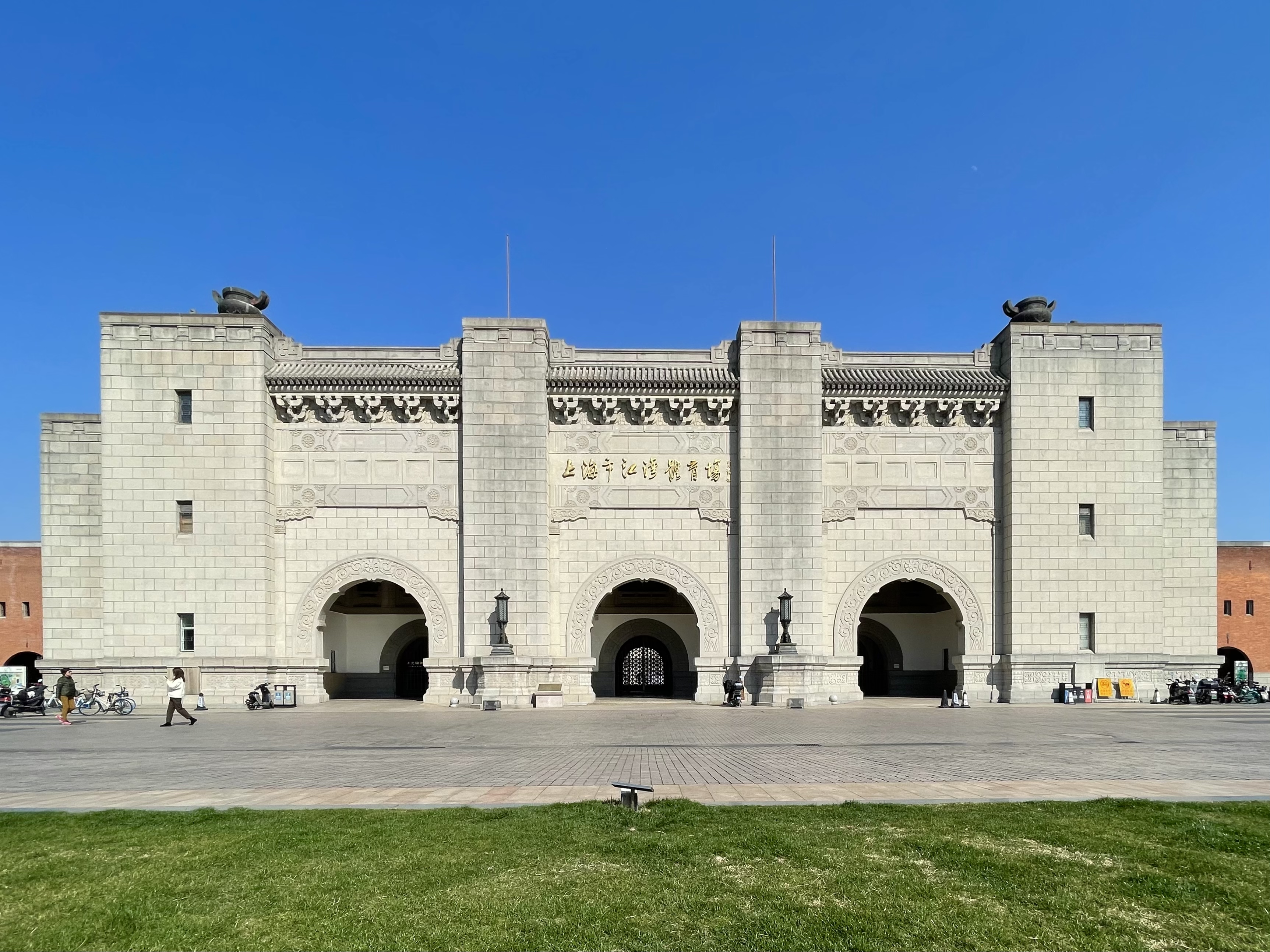
上海江湾体育中心正门

1934年8月占地3百余亩规模庞大的上海市运动场开工，同时还在附近建造体育馆和游泳池，即今日之江湾体育中心。1934年12月，上海市立图书馆和上海市立博物馆动工，两建筑也都由董大酉设计。在布局上，两楼遥遥相对，而市府大楼恰位于两建筑中轴线上的北面。同时动工的还有上海市立医院和上海市卫生试验所。1935年下半年，上述这几项工程先后竣工使用。

## 著名建築物
- 中华民国上海市政府大厦
- 上海市立體育場
- 上海市立图书馆
- 上海市立博物館
- 上海市立医院及卫生试验所

## 计划道路路名列表

### 中字路
- 中梁路
- 中统路
- 中唐路
- 中原路
- 中书路
- 中新北路 中新南路
- 中岳路
- 中孚路
- 中立路
- 中南路
- 中江路

### 华字路
- 华池路
- 华封路
- 华山路
- 华原路
- 华阁路
- 华新路
- 华岳北路 华岳南路
- 华孚北路 华孚南路
- 华立路
- 华南路
- 华江路

### 民字路
- 民权路
- 民福路
- 民献路
- 民府路
- 民壮路
- 民彝路
- 民约路
- 民庆路
- 民主路
- 民邦路
- 民恒路
- 民政路

### 国字路
- 国政路
- 国泰路
- 国惠路
- 国权路
- 国明路
- 国平北路 国平南路
- 国顺路
- 国福北路 国福南路
- 国定路
- 国春路
- 国威北路 国威南路
- 国泽路
- 国丰路
- 国高北路 国高南路
- 国法路
- 国典路
- 国本路
- 国香路
- 国秀路
- 国济北路 国济南路
- 国林路
- 国京路
- 国光路
- 国栋路
- 国和路
- 国容北路 国容南路
- 国庠路
- 国宪路

### 上字路
- 上寿路
- 上宝路
- 上新路
- 上蔡路
- 上都路
- 上川路
- 上林路
- 上云西路 上云东路
- 上兰西路 上兰东路
- 上方西路 上方东路
- 上郡西路 上郡东路
- 上苑路
- 上野路
- 上和路
- 上洛路
- 上皋路
- 上虞路
- 上公路
- 上府路
- 上杭路

### 海字路
- 海陵路
- 海府路
- 海通路
- 海龙西路 海龙东路
- 海宇西路 海宇东路
- 海坼西路 海坼东路
- 海晏西路 海晏东路
- 海容路
- 海泽路
- 海威西路 海威东路
- 海春路
- 海定路
- 海清路
- 海福路
- 海顺路
- 海平路
- 海明路
- 海权路
- 海塘路

### 市字路
- 市楷路
- 市和路
- 市苑路
- 市兴路
- 市光路
- 市京路
- 市林路
- 市永路
- 市阜路
- 市业路
- 市亭路
- 市甸路
- 市溪路
- 市瑞路
- 市祥路
- 市宝路
- 市达路

### 政字路
- 政治西路 政治东路
- 政府路
- 政德西路 政德东路
- 政同路
- 政雍路 政衷路
- 政安路
- 政衡路
- 政广路
- 政均路
- 政甯路
- 政远路
- 政通路
- 政扬西路 政扬东路
- 政益路
- 政旦西路 政旦东路
- 政宜西路 政宜东路
- 政胤路
- 政修路
- 政熙路
- 政化路
- 政隆路
- 政豫西路 政豫东路
- 政丰路
- 政泽西路 政泽东路
- 政威路
- 政春西路 政春东路
- 政定路
- 政清西路 政清东路
- 政福路
- 政顺西路 政顺东路
- 政平路
- 政明西路 政明东路
- 政权路
- 政惠西路 政惠东路
- 政泰路
- 政康路

### 府字路
- 府前左路
- 府前右路
- 府后路
- 府东内路
- 府东外路
- 府西内路
- 府西外路
- 府北内路
- 府北外路
- 府南路
- 府南左路
- 府南右路

### 其它
- 三民路
- 五权路
- 世界路
- 大同路（未建成）[3]
- 体育会路
- 浦西路
- 其美路
- 淞沪路

## 结局
上海苏州河以北城区（除虹口、杨浦南部外）在淞沪会战中受到重创，此后城市格局以浦西原租界地区为主。

## 外部連結
- 上海市市中心區道路系統圖 （页面存档备份，存于）
- 上海市市中心區域分區計畫圖 （页面存档备份，存于）